# The Honeymoon (film 1917)
The Honeymoon è un film muto del 1917 diretto da Charles Giblyn da un soggetto di E. Lloyd Sheldon. Prodotto dalla Select Pictures Corporation, aveva come interpreti Constance Talmadge, Earle Foxe, Maude Turner Gordon, Russell Bassett.

## Trama
Subito dopo la cerimonia di nozze Susan, la sposa, si ingelosisce vedendo Richard, il marito, intrattenersi a parlare con Marion Starr, una delle damigelle. Il fratello di Susan, Phil, vorrebbe sposare Marion, ma non può farlo a causa di una sua relazione con l'attrice Maizie Middleton che in quel momento si trova a recitare con la sua compagnia alle cascate del Niagara.
Nel tentativo di riuscire a convincerla a lasciare Phil, quando Richard si reca in viaggio di nozze a Niagara Falls, va a trovarla senza dire niente alla moglie. Susan, sempre più gelosa, crede che lui la stia tradendo e chiede allo zio Jimmy, che è un avvocato, di occuparsi del suo divorzio. Lo zio, volendo guarire Susan dalla gelosia, anche se non fa niente per la richiesta di divorzio, le dice che la richiesta è stata accettata e che lei, ora, è di nuovo libera.
Ignaro delle sue intenzioni, il socio di Jimmy si precipita in tribunale per ottenere veramente il divorzio che viene concesso. Quando la notizia giunge a Susan, lei si mostra talmente disperata che lo zio si vede ora costretto a trovare in tutta fretta un nuovo pastore per poter permettere ai due ex sposi di celebrare un nuovo matrimonio e poter ricominciare una nuova luna di miele.

## Produzione
Il film - girato in esterni alle cascate del Niagara (sia a Niagara Falls negli Stati Uniti che in Canada) - fu prodotto dalla Select Pictures Corporation.

## Distribuzione
Il copyright del film, richiesto dalla Select Pictures Corp., fu registrato il 1 dicembre 1917 con il numero LP11784.
Distribuito dalla Select Pictures Corporation, il film uscì nelle sale statunitensi il 22 dicembre 1917. In Danimarca, fu distribuito il 6 ottobre 1919 con il titolo To om en hustru; in Svezia, il 7 dicembre 1920 come Syndafallet i Niagara; in Portogallo, come Lua de Mel, uscì il 22 settembre 1922.
Non si conoscono copie ancora esistenti della pellicola che viene considerata presumibilmente perduta.